# 2MASS

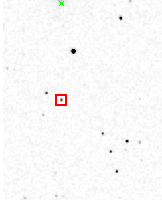
2MASS のJバンド でのイメージの一例。赤枠中は、褐色矮星 2MASS J17111353+2326333

2MASS は、米国の研究機関が実施した近赤外線領域での天文観測プロジェクトの1つであり、 Two Micron All-Sky Survey（直訳すれば「（波長）2マイクロメートルにおける全天サーベイ」）の意味である 。観測は、完全な全天走査を行なうため、北半球と南半球にそれぞれ1基ずつ設置された望遠鏡（Fred Lawrence Whipple Observatory〈米国アリゾナ州〉と セロ・トロロ汎米天文台〈チリ〉に設置）で、1997年から2001年にかけて実施された。この最新の全星野の地図作成という、極めて野心的なプロジェクトの処理済最終データは、2003年にリリースされた。これにおいて全天は、2マイクロメートル赤外線領域の、J（1.25 µm)、 H（1.65 µm)、 および Ks（2.17 µm)という3つの波長帯（バンド）での測光データで網羅されている。
このサーベイの目標は大体次のようなものである。
- 銀河面吸収帯（zone of avoidance； われわれ自身の銀河系の銀河面のため、可視光線での観測が不鮮明になる星野の領域）における銀河の検出
- 褐色矮星の最初の検出
- 低質量星（われわれ自身の銀河系においても他銀河においても最も一般的な恒星）の広域サーベイ
- 検出された全ての恒星と銀河のカタログ化

この最後の目標は立派に達成されており、コンピュータープログラムにより自動で、平均14等級までの点状光源（恒星、惑星、小惑星）と非点状光源（銀河、星雲）の無数の詳細データがカタログ化された。データ点数は、点状光源は3億点、非点状光源は100万点以上にものぼる。2003年11月には、ある科学者のチームが2MASSのデータ分析に基づいて、銀河系の最も近い伴銀河であるおおいぬ座矮小銀河を発見したと発表した。
最終データとサーベイで得られた画像は、現在はパブリックドメインにあり、カリフォルニア工科大学赤外線画像処理・分析センター(Caltec IPAC)のサイトで誰でもアクセスできる。また、同サイトには、2MASS関連科学出版物のリストと、これらの論文の発表前フリーコピーへのリンクが掲載されている。
2MASSのスポンサーはマサチューセッツ大学(UMass)、NASAジェット推進研究所（JPL）とカリフォルニア工科大学(Caltech）が運営する赤外線画像処理・分析センター、NASA、アメリカ国立科学財団(NSF)である。
2MASSにより発見された地球から30光年以内にある褐色矮星の主なものは次のとおりである。
| 天体名          | タイプ   | 距離 (光年) | スペクトル分類 | 星座         | 赤経            | 赤緯            |
| --------------- | -------- | ----------- | -------------- | ------------ | --------------- | --------------- |
| 2MASS 0036+1821 | 褐色矮星 | 29          | L3.5           | うお座       | 00h 36m 16.17s  | 18° 21′ 10.4″   |
| 2MASS 0415-0935 | 褐色矮星 | 18          | T8V            | エリダヌス座 | 04h 15m 19.54s  | −09° 35′ 06.6″  |
| 2MASS 0727+1710 | 褐色矮星 | 28          | T7             | ふたご座     | 07h 27m 18.24s  | 17° 10′ 01.2″   |
| 2MASS 0937+2931 | 褐色矮星 | 20          | T6             | しし座       | 09h 37m 34.9s   | 29° 31′ 41″     |
| 2MASS 0939-2448 | 褐色矮星 | 17          | T8             | ポンプ座     | 09h 39m 35.48s  | −24° 48′ 27.9″  |
| 2MASS 1114-2618 | 褐色矮星 | 18          | T7.5           | うみへび座   | 11h 14m 51.337s | −26° 18′ 23.56″ |
| 2MASS 1507-1627 | 褐色矮星 | 24          | L5             | てんびん座   | 15h 07m 47.69s  | −16° 27′ 38.6″  |
| 2MASS 1835+3259 | 褐色矮星 | 18          | M8.5           | こと座       | 18h 35m 37.902s | 32° 59′ 54.59″  |

## 参考資料
1. ↑   About 2MASS - University of Massachusetts, Infrared Processing and Analysis Center (JPL/ Caltech), NASA, NSF
2. ↑   - カリフォルニア工科大学 赤外線画像処理・分析センター (Caltec IPAC) 2MASS 概要
3. ↑  - カリフォルニア工科大学 赤外線画像処理・分析センター (Caltec IPAC) 2MASS 出版物